# 나제시
나제시(일본어: 名瀬市, なぜし)는 일본 가고시마현 남부, 가장 큰 섬인  아마미 군도 에 있었던 시이다.
현내 낙도 자치체 중 최대의 인구 규모를 가지고 있으며,나제 합동 청사나 오시마 지청 등의 행정 기관, 문화 시설이나 상업 시설, 물류 등이 집중되는 아마미 지방의 핵심 도시였다, 2006년 3월 20일, 가사리정, 스미요촌과 합병해 아마미시가 되었다.

## 지리
아마미오시마의 중부에 위치하며 동쪽은 오시마군 다쓰고정, 서쪽은 오시마군 야마토촌, 스미요촌에 접해 있고 북쪽은 동중국해, 남쪽은 태평양에 접해 있다. 중앙부는 산림과 원야로 뒤덮인 고원지대로 되어 있다. 가고시마항에서 서남해상 383km.
시가지 밀집도는 가고시마 시에 이어 높았고 땅값 공시가격(상업지주택지)도 가고시마 시 다음으로 높았다.본토 수준의 상업·공공 시설이 갖추어져, 아케이드 거리 등도 충실하다.야인천 거리를 중심으로 한 음식점 거리가 있고, 경제권은 아마미 군도 전역에 이르는 가고시마 현 유수의 도시였다.

## 역사
- 1908년 4월 1일 - 도서정촌제 시행에 의해 오시마군 나제촌이 성립하였다.
- 1922년 10월 1일 - 정으로 승격해 나제정이 되었다.
- 1946년 7월 1일 - 시로 승격해 나제시가 되었다.
- 1955년 2월 1일 - 미카타촌을 편입하였다.
- 2006년 3월 20일 - 오시마군 가사리정, 스미요촌이 합병해 아마미시가 성립하였다. 동일 나제시는 폐지되었다.

## 교통

### 도로
- 국도 58호선

## 보도 통신
- NHK 가고시마 방송국
- 미나미니혼 방송
- 가고시마 TV
- 가고시마 방송
- 가고시마 요미우리 TV
- NHK 라디오 제1 (792kHz, 81.3MHz)
- NHK 라디오 제2 (1602kHz)
- MBC 라디오 (1449kHz)
- NHK-FM (82.2MHz)

## 참고 문헌
- 角川日本地名大辞典編纂委員会,『角川日本地名大辞典 鹿児島県』1983, 角川書店